# Euphorbia barrelieri
Euphorbia barrelieri är en törelväxtart som beskrevs av Gaetano Savi. Euphorbia barrelieri ingår i släktet törlar, och familjen törelväxter.

## Underarter
Arten delas in i följande underarter:
- E. b. barrelieri
- E. b. hercegovina
- E. b. thessala